# Arheološki muzej v Zagrebu
Arheološki muzej v Zagrebu (izvirno hrvaško Arheološki muzej u Zagrebu) je arheološki muzej na Hrvaškem, ki se nahaja na Trgu Nikole Šubića Zrinskega 12 v Zagrebu. V muzejskih zbirkah je več kot 450.000 različnih artefaktov, ki so z različnih lokacij, večinoma pa iz Hrvaške, zlasti iz okolice Zagreba.
Njegov predhodnik, »Narodni muzej« (nemško Kroatisches Nationalmuseum Agram), se je odprl leta 1846. Leta 1866 se je preimenoval v »Državni zavod Hrvatske, Slavonije in Dalmacije«. Leta 1878 je arheološki oddelek postal samostojna ustanova v okviru Državnega zavoda, leta 1939 pa je bil krovni zavod razpuščen, arheološki oddelek je postal samostojna ustanova in se preimenoval v »Arheološki muzej«. Arheološka zbirka Državnega inštituta je bila od osemdesetih let 19. stoletja shranjena v Akademskem dvorcu na Zrinskem trgu in je tam ostala do leta 1945, ko se je muzej preselil na sedanjo lokacijo v dvorec Vranyczany-Hafner iz 19. stoletja. 
Muzej je razdeljen na pet stalnih razstav: prazgodovino, Stari Egipt, antiko, srednji vek, numizmatiko ter eksonumijo. 
Prazgodovinski oddelek vsebuje 78.000 predmetov od paleolitika do mlajše železne dobe. Odsek o Starem Egiptu na stalni razstavi prikazuje približno 600 predmetov. Antični oddelek vsebuje pomembno zbirko grških vaz (približno 1500 posod) in kamnitih napisov. Rimsko antiko predstavljajo številni kipi, vojaška oprema, kovinski predmeti, rimska religija in umetnost ter predmeti iz vsakdanjega življenja, pridobljeni s sistematičnimi arheološkimi izkopavanji v številnih hrvaških mestih, ustanovljenih v času rimskega imperija. Numizmatični oddelek je med največjimi tovrstnimi zbirkami v Evropi.
Nekateri znani artefakti, ki so na ogled v muzeju, so:
- Vučedolska golobica, zastavica v obliki ptice

- Liber Linteus, mumija s pripadajočimi povoji iz 3. stoletja pr. n. št. z najdaljšim etruščanskim napisom

- Lumbarda Psephisma, kamnit napis iz 4. stoletja pr. n. št., ki podrobno opisuje ustanovitev starogrške kolonije na otoku Korčula

Od leta 2021 je muzej zaradi škode po zagrebškem potresu leta 2020 zaprt do popravil.